# Battaglia di Krasnyj Bor
La battaglia di Krasny Bor faceva parte dell'operazione offensiva sovietica Polyarnaya Zvezda, nel fronte orientale della seconda guerra mondiale. Richiedeva un attacco a tenaglia vicino a Leningrado, per basarsi sul successo dell'operazione Iskra e revocare completamente l'assedio di Leningrado, circondando una parte sostanziale della 18ª Armata tedesca.
L'offensiva vicino alla città di Krasnyj Bor, formò il braccio occidentale della tenaglia. L'offensiva sovietica iniziò mercoledì 10 febbraio 1943, produsse notevoli guadagni il primo giorno ma si trasformò rapidamente in una situazione di stallo. La forte difesa della División Azul spagnola e della divisione tedesca SS Polizei diede alle forze tedesche il tempo di rafforzare le loro posizioni. Entro il 13 febbraio, le forze sovietiche avevano interrotto la loro offensiva in questo settore.